# Al-Bab (district)
al-Bab District (Arabisch:منطقة الباب) is een district in het gouvernement Aleppo, noord Syrië. Het administratieve centrum is de stad al-Bab.
Het district werd in 2009 opgesplitst waarbij de drie zuidelijke subdistricten werden afgescheiden om het nieuwe district Dayr Hafir te vormen. Bij de volkstelling van 2004 hadden de overblijvende subdistricten 201.589 inwoners.

## Subdistricten
Het district is verdeeld in vier subdistricten (nawāḥī):
| Code     | Naam          | Oppervlakte | inwoners (2004) | Bestuurlijke zetel |
| -------- | ------------- | ----------- | --------------- | ------------------ |
| SY020200 | Nahiya al-Bab | 489,28 km²  | 112.384         | al-Bab             |
| SY020201 | Nahiya Tedef  | 321,24 km²  | 41.786          | Tedef              |
| SY020202 | Nahiya al-Rai | 352,30 km²  | 15.378          | al-Rai             |
| SY020203 | Nahiya Arima  | 317,38 km²  | 32.041          | Arima              |